# فرقان كوربان
فرقان كوربان (بالهولندية: Furkan Kurban)‏ هو لاعب كرة قدم تركي وهولندي في مركز الوسط، ولد في 2 يونيو 1997 في أمستردام في هولندا. لعب مع أياكس أمستردام.

## وصلات خارجية
- فرقان كوربان على موقع قاعدة بيانات كرة القدم.إي يو (الإنجليزية)
- فرقان كوربان على موقع Soccerway.com (الإنجليزية)